# 874
El 874 (DCCCLXXIV) fou un any comú començat en divendres del calendari julià.

## Esdeveniments
- Dinastia sammànida a Pèrsia, que suposa un renaixement comercial i cultural.

## Naixements
- Guifré II Borrell de Barcelona, comte de Barcelona.[1]